# Вила (Коростенський район)
Ви́ла — село в Україні, у Народицькій селищній територіальній громаді Коростенського району Житомирської області. Кількість населення становить 36 осіб (2001).

## Населення
На початку 20 століття у селі налічувалося 137 жителів, дворів — 21, у 1906 році — 143 мешканці, дворів — 23, у 1923 році — 201 мешканець, дворів — 32.
Відповідно до результатів перепису населення СРСР, кількість населення, станом на 12 січня 1989 року, становила 77 осіб. Станом на 5 грудня 2001 року, відповідно до перепису населення України, кількість мешканців села становила 36 осіб.

## Історія
На початку 20 століття — село Ново-Вороб'ївської волості Овруцького повіту Волинської губернії.
У 1906 році — слобода Ново-Вороб'ївської волості (1-го стану) Овруцького повіту Волинської губернії. Відстань до повітового центру, м. Овруч, становила 45 верст, до волосного центру, с. Нові Вороб'ї — 35 верст. Найближче поштово-телеграфне відділення розміщувалося у Малині.
У 1923 році — сільце Базарської волості Овруцького повіту; увійшло до складу новоствореної Будо-Голубієвицької сільської ради, яка, 7 березня 1923 року, включена до складу новоутвореного Базарського району Коростенської округи. Розміщувалося за 16 верст від районного центру, міст. Базар, та 1 версту — від центру сільської ради, с. Буда-Голубієвичі.
11 серпня 1954 року, внаслідок укрупнення сільських рад, село підпорядковане Голубієвицькій сільській раді Базарського району Житомирської області. 21 січня 1959 року, після ліквідації Базарського району, село, в складі сільської ради, включене до Народицького району Житомирської області, 7 січня 1963 року передане до складу Малинського району, 30 грудня 1962 року — до складу Овруцького району, 8 грудня 1966 року — до складу Народицького району.
12 серпня 1974 року, відповідно до рішення Житомирського облвиконкому № 342 «Про зміни в адміністративно-територіальному поділі окремих районів області в зв'язку з укрупненням колгоспів», село підпорядковане Гуто-Мар'ятинській сільській раді Народицького району. 15 січня 1982 року, відповідно до рішення Житомирського облвиконкому № 19 «Про зміну адміністративно-територіального поділу Народицького району», повернуте до складу Голубієвицької сільської ради. 25 квітня 2005 року, відповідно до рішення Житомирської обласної ради «Про адміністративно-територіальні зміни в Народицькому районі», Голубієвицьку сільську раду ліквідовано, село підпорядковане Межиліській сільській раді Народицького району.
6 серпня 2015 року увійшло до складу новоутвореної Народицької селищної територіальної громади Народицького району Житомирської області. Від 19 липня 2020 року, разом з громадою, в складі новоствореного Коростенського району Житомирської області.